# Реге
Реге (енгл. reggae) је широк појам који, обухватајући сродне варијетете музичких стилова, потиче из острвске јамајканске нације, после 1960. Ови стилови укључују: ска, рокстеди, рутс реге (енгл. roots reggae), даб, денсхол (енгл. dancehall) и рага (енгл. ragga), који су сви, један за другим, упечатљивим стилским таласима замахнули јамајканску музику, током 1960-их и 1970-их. Музички, ови стилови садрже уобичајени одсецан ритам који акцентује помоћни ударац. Реге, међутим, значи другачије многим људима. Може бити виђен просто као још један моћан карипски плесни ритам, али у исто време пуно његових песама има висок политички тон. Често повезан са растафаријанском религијом, аскетском, хиљадугодишњом вером која је заснована делом на учењима Маркуса Гарвија из 1920-их и 1930-их, о повратку у Африку. Од свог доласка на светску сцену после 1960, реге је постао невероватно популаран широм света. Он је један од првих правих светских међународних музичких облика, и по свом пореклу и по својој привлачности.

## Корени
Према неким ауторима јамајканска народна (фолк) култура је изворна афричка култура, непокварена европским утицајем. Други сматрају да је пресудан утицај енглеске културе, с обзиром да је Јамајка деценијама била енглеска колонија. У ствари се ниједна од ове две дефиниције не може апсолутно прихватити - јамајканска култура је по својим коренима афричка и тај утицај је у знатној мери изражен у свим видовима јамајканског народног стваралаштва, међутим тај афрички утицај је претрпео велике измене услед вишевековног колонијалног ропства и утицаја које су европски, односно енглески досељеници имали.
Најуочљивији афрички утицај огледа се у покоманији (Pocomania или Kumina), афричком култу обожавања предака, чији ритуали обухватају и певање и играње. Покоманија је у великој мери повезана и са култовима као што су муализам (енгл. Mualism), Зајон Ревајвал (енгл. Zion Revival) и Ревивализам (енгл. Revivalism), с тим да је први више афрички, други више хришћански оријентисан, док трећи комбинује оба ова утицаја. Покоманија посебно добија на значају од 60-их година 19. века. У овом периоду изражен је утицај хришћанства у виду црквених химни, које су извођене на „афрички“ начин - краће строфе се наизменично понављају, најчешће један глас води док остали затим понављају, овакво певање је најчешће праћено снажним ритмом на перкусијама. Овај начин певања и свирање прихватиће касније Растафаријанци у својим Најабинги (Nyabinghi) химнама.
Јамајканска музика је одувек комбиновала ритам Африке и мелодију Европе. Прва широко распрострањена музичка форма на Јамајци био је квадрил. Настала је из покушаја црначких сеоских бендова да копирају европску музику за игру, односно музику коју су Европљани играли на својим баловима. Квадрил бендови су као основу користили народне песме Јамајке. Обично су се састојали од две гитаре, бенџа, флауте и виолине.
Крајем 19. века била је изражена велика стопа миграције у земље Централне Америке, као сто су Куба, Панама и Костарика. Већина ових емиграната су били сезонски радници, који су се затим враћали на Јамајку доносећи нове културне утицаје. Куба је, географски, најближи сусед Јамајке, зато и не чуди да је основни ритам мента сличан ономе код кубанске румбе. Међутим, постоји јасна разлика у музици бивших енглеских и латинских колонија. Док се музика бивших енглеских колонија (Ар енд Би - енгл. R&B, калипсо, реге) обично заснива на правилном, константном ритму, музика бивших шпанских и португалских колонија (самба, меринге, румба) је најчешће полиритмична и, на неки начин, више афричка. Ово објашњава зашто реге има много више сличности са калипсом него са румбом, иако је Тринидад много удаљенији у односу на Јамајку него Куба. Без обзира на своје порекло, менто је био најпопуларнија музичка форма на Јамајци све до 30-их година 20. века. Чак је и данас менто задржао нешто од своје популарности, пре свега у сеоским областима. Менто бендови најчешће имају гитару, флауту, бенџо, виолину, пиколо флауту, румба кутију, шејкере и звечке. Један од најпознатијих менто извођача био је „Шугар Бели“ Вокер (енгл. „Sugar Belly“ Walker).
Почетком двадесетог века Јамајканци све чешће одлазе у САД на рад, најчешће на плантажама памука. Са собом доносе до тада непознат звук на Јамајци - амерички R&B (rhythm & blues).

## Саунд систем
Настанак саунд система великих покретних дискотека, које су радиле по кућама, игранкама и ноћним клубовима - био је економски неопходан. Мали број Јамајканаца био је у могућности да себи приушти радио или грамофон, а камоли довољно снажан разглас који би задовољио потребе живог наступа. Овакве покретне дискотеке окупљале су људе по улицама и клубовима и омогућавале им да за „ситан новац“ слушају и играју уз најновије хитове.
Један од првих оваквих sound systema био је Tom "The Greate" Sebastian, који је убрзо почео да добија конкуренцију од стране Sir Coxsone Downbeat-а, Duke „Тхе Тројан“ Reid-а и Lloud „The Matador" Daley-а.
40-их година 20. века велики број Јамајканци одлазио је на привремени рад у САД, одакле су доносили нове плоче америчког R&B-а, које су постале веома популарне међу локалном публиком. Власници sound systema су куповали ове плоче, и то све до којих су могли да дођу, да бих затим пуштали на својим игранкама. Sound system који је имао највећи број ексклузивних хитова добијао је највећу популарност и, наравно, највише је зарађивао. Да би сакрили назив хита од осталих sound systema DJ-еви су често уништавали све ознаке на плочи. Међутим постојала је и мрачна страна оваквих игранки - ривали су плаћали силеџијама да растурају супарничке игранке и започињу туче, дајући им лош глас.
Најслушанија музика на Јамајци 50-их је био амерички R&B, сто је уосталом и било разумљиво - црнци са југа САД и Јамајканци су искусили ропство и у то време су доживљавали сличне друштвене промене, као што су масовне миграције из села у град. Најпопуларнији су били Fats Domino, Chuck Berry, Louis Jordan.
Међутим, крајем 50-их година популарна музика у Америци почиње да се мења, почињала је рокенрол ера. Овако је ову промену описао Coxsone Dodd, један од пионира sound systema : „Америчка музика је почела да се мања у rock’n’roll, али Јамајканци нису волели rock’n’roll. Посао је почео да опада. Како више није било могуће купити америчке R&B плоче, одлучио сам да их сам снимам. Започео сам да радим са Roland Alphonso-м у Федерал студију и након неколико проба имали смо снимак који је могао да покрене масу на игранкама." Ускоро су и други власници sound systema почели да снимају сопствене плоче - био је то почетак музичке индустрије на Јамајци. Продуцент је плаћао снимање и закупљивао музичаре. Завршен снимак је био власништво продуцента, док је аутор добијао само неколико фунти. Неправедно? - можда, али продуцент је преузимао читав ризик.
Продуценти нису имали намеру да ове плоче продају, једноставно су им били потребни свежи хитови за игранке. Ове ране снимке је тешко дефинисати, били су мешавина мента и R&B звука. Неки од првих аутора који су снимили своје плоче били су Bunny&Scully, Laurel Aitken, Theophilus Beckford, Alton Ellis, Derrick Morgan, Eric Morris, Owen Gray. Прва јамајканска плоча која је стигла на прво место националне топ-листе била је „Boogie Rock“ Лаурела Ејткена. Познате песме овог периода биле су и "Little Sheila", "Boogie In My Bones" (Laurel Aitken), "Now We Know" (Derrick Morgan), "I For Love" (Owen Gray). "Easy Snappin' " Theophilus Beckford-a, који је познатији као клавијатуриста, била је велики хит. Са својим наглашеним off beat-ом није била само имитација R&B-ја, али то још није био ни ska. Laurel Aitken је био најзначајнији аутор пре-ska ере, он се касније преселио у Лондон, где је 60-их наставио успешну ska каријеру.
И поред неких утицаја менто и калипсо звука, највећи број ових првих снимака били су покушаји копирања америчке R&B музике. Песма које је ово преокренула била је "Oh Carolina". На легендарном session-у продуцент Prince Buster је покушао да споји мелодичне вокале Folkes Brothers-а и снажан ритам на перкусијама растафаријанског бубњара Count Ossie-ја. Резултат је био задивљујући, ова песма је по многима била годинама испред свог времена. Али сви ови утицаји комбинацији - R&B, менто, растафаријанизам и jazz - почели су да се склапају у нешто сасвим ново, у нови, оригинални, јамајкански звук.

## Корени
Реге се развио из менто, „Ритам и Блуз“ и ска музике. „Најпре смо под појмом reggae подразумевали нешто аљкаво, неуредно. А онда је то почело да добија ново значење, почело је да се односи на нешто што долази од народа. Свакодневне ствари. Ствари из гета, из масе. Ствари које људи причају и раде сваки дан, ми смо само на то додали музику. Reggae је почео да говори о стварним људима, људима који пате." (Toots Hibbert, један од пионира reggae звука).
Искуства људи са улице, звук гета, одмах се повезао са Раста филозофијом. Растафаријанизам, већ и по својој дефиницији религија потлачених, израбљених, брзо наишао на присталице међу људима из гета. И, наравно, овај спој је био тако јак да га ништа више није могло зауставити. 1966. цар Хајле Селасије I посетио је Јамајку, његов долазак организовала је влада јер се надала да ако Селасије сам каже растафаријанцима да није бог, они ће му поверовати. Посета је произвела потпуно супротан ефекат, само је још више учврстила његову веру, Расте су одбиле да поверују у његове речи, као што ће одбити да поверују у његову смрт 20 година касније.
Ска, рокстеди и рани reggae били су пре свега музика за игру. Међутим, нова деценија је донела и нове промене - могућност да музика постоји сама због себе. Нови бендови нису више хтели да задовољавају жеље продуцената, захтевали су уметничку слободу, право да самостално одлучују о својим песмама. Било је то рођење roots reggae-а. Једна од песама које су означиле почетак ове промене је "Blood and Fire" (Niney Holness). Имала је звук уз који си могао да играш, али људи су радије стајали да чују шта песма има да каже - говорила је о судњем дану који долази.
Религија је имала значајно место у roots reggae-у, али свест о друштвеној неправди и жеља да се то измени били су звезда водиља овог звука. То је било време великих политичких сукоба на Јамајци. На једној страни је био Michael Manley, лидер опозиционе партије PNP (People's National Party), који се залагао за социјализам и повезивање Јамајке са Кубом. На другој страни био је Edward Seaga са својом JLP (Jamaica Labour Party) партијом, који је владао уз подршку Америке и CIA. И један и други су покушавали да придобију људе из гета, 1972. победио је Manley, захваљујући и подршци неких reggae музичара као што је Max Romeo. Међутим, ова победа није допринела смирењу ситуације на Јамајци. Сада у опозицији, Seaga је у помоћ CIA окупљао банде и наоружавао их за политичку борбу. Убрзо су обе партије имале своје присталице, које су наоружане принуђивале људе да се определе, на улицама Кингстона се одигравао прави рат. Нажалост, овакво стање на Јамајци траје и данас, политички сукоби на улицама су жешћи него икад.
У оваквој атмосфери је 1976. дошло и до атентата на Bob Marley-а, који је на срећу преживео. У оваквој атмосфери је настала и "Two Sevens Clash" (The Culture), која је својом апокалиптичном визијом скренула пажњу целокупног света на збивања на Јамајци.
Овај период обележио је велики број изванредних музичара, међу њима Lee Perry, Bob Marley, Max Romeo, Jimmy Cliff, Dennis Alcapone, U Roy, The Culture, Burning Spear, The Abyssinians, Dennis Brown....1972. снимљен је филм "The Harder They Come", у коме је главну улогу играо Jimmy Cliff, а који је говорио о суровој стварности у јамајканској музичкој индустрији. Филм је постао веома популаран и изван Јамајке и знатно је допринео интернационалном признавању reggae музике. 1973. издат је албум "Catch A Fire" (Bob Marley & The Wailers), који се сматра првим reggae албумом - до тада су се углавном издавале само колекције синглова. По први пут су reggae музичари почели да праве музику за инострано тржиште, неке од песама су и накнадно реаранжиране како би одговарале европском уху.
Иако су и раније понеки музичари прихватали Растафаријанизам, до 1973. било их је занемарљиво мало. Прва reggae звезда која је носила дредове на сцени био је Big Youth. Растафаријанци су до тада сматрани за отпаднике и криминалце, али са доласком reggae музике ствари се мењају. Убрзо су сви познатији reggae музичари имали дредове и певали о Селасију (посматрајући омоте Marley-евих албума може се приметити како му дредови постепено расту). Још тада су Holness и Romeo упозоравали на талас лажних Раста, али они нису могли ни да сањају да ће неку деценију касније људи по целом свету носити дредове и црвено-зуто-зелене капице, без икакве везе са Растафаријанизмом. Везе reggae музике са Раста религијом је, нарочито у очима иностране публике, била толико јака да су представници страних издавачких кућа, када су дошли на Јамајку у потрази за талентима, једноставно одбијали да потпишу уговоре са певачима који нису били Расте и нису имали дредове.
Велики утицај у интернационалном ширењу reggae музике имао је и енглески пунк покрет. Punk бенд The Clash радио је обраде roots reggae песама, као сто су "Police & Thieves" (Junior Murvin), а у лондонским punk клубовима reggae DJ-еви су пуштали музику, јер је тада само мали број punk бендова имао снимљене албуме. Punk публика је лако прихватила roots - иако су стилови били веома различити, осећање које их је производило било је исто, позив на побуну против постојећег система им је био заједнички. Неки млађи reggae бендови, као што је Misty In Roots, наступали су заједно са енглеским пунк бендовима у пројекту „Роком против расизма“.
Међутим, таман кад је reggae постајао популаран изван земље, на Јамајци су ствари поново почеле да се мењају - започињала је владавина dancehall-а.

## Тостинг
Иако до краја 60-их тостинг стил није имао значајнијег утицаја на јамајканску музичку индустрију, концепт тостинга који подразумева да диск џокеј прича или репује преко песме коју пушта је заправо један од најстаријих у локалној музичкој традицији. Још од настанка првих саунд система  ДЈ-еви су непрестано смишљали нове начине да привуку и забаве публику на својим наступима. Најпре су то чинили избором песама који је био оригиналнији и шири него код конкуренције. Највећи хитови, а то су најчешће били они који се нигде другде нису могли чути, били су злата вредни. Данашњи „white label“ омоти које користе клупски ДЈ-еви имају своје корене у обичају саунд система да уклањају све ознаке се хит плоча како их конкуренција не би набавила. Хитови су могли да изграде репутацију, али посао ДЈ-а је био и да обезбеди да се публика забавља чак и када понестане хитова. Почело је са звучним надимцима и необичним облачењем, а наставило кроз интеракцију са публиком, причањем и певањем преко плоче која се пуштала. Убрзо је селектор био тај који је физички стављао иглу на плочу, док је улога ДЈ-а (или данашњег МЦ-а) постала много захтевнија.
Убрзо су наступи ДЈ-ева постали много популарнији и траженији од самих плоча које су им служиле као подлога. Први DJ који је снимио албум био је Sir Lord Comic, међутим најпопуларнији и најутицајнији ДЈ тога времена био је Count Matchuki. Није дуго потрајало пре него што се на сцени појавила нова генерација ДЈ-ева или тостера, са потпуно новим звуком, били су то Dennis Alcapone, U-Roy, Big Youth и I-Roy. Они су отишли далеко од својих претходника, стварајући плоче толико другачије од оригинала, да га је тешко и препознати. U-Roy је био тај који је обезбедио признање toasting стилу - његове плоче су биле месецима на првим местима свих јамајканских топ-листа. Његова узречица је била „Буди увек сигуран да се не удаљаваш од ритма и да се ритам не удаљава од тебе!". У индустрији која никада својим музичарима није плаћала више од шаке долара и у којој је појам ауторских права био потпуно непознат изненада је постало веома уносно имати једног момка који прича преко плоче другог, док је зарада одлазила право у руке трећем који је све то продуцирао.
Средином 70-их најпознатија имена тостинг сцене били су Dillinger, Tappa Zukie и Prince Far I. Заправо, пратећи и угледајући се на roots покрет који се у то време развијао, песме као што су "Under Heavy Manners" (Prince Far I) или "MLPA" (Zukie), својим социјално свесним текстовима далеко су превазишле некадашње границе овог стила.
1973. млади јамајкански емигрант Клајв Кемпбел основао је у Бронксу, САД, саунд систем налик онима које је слушао на Јамајци као дечак. Под именом ДЈ Herc пуштао је најпре reggae, али је убрзо схватио да млади црнци у Америци много боље реагују на toasting који је радио преко тога. Зато је покушао да прича преко функ и диско хитова и успех је био тренутан. MC Coke La Rock је преузео тостинг, док се Herc концентрисао на миксовање - исецао је све осим врхунца песме (брејка) и онда га непрестано понављао. То су били први хип-хоп ритмови, почеци касније најпопуларније „црначке“ музике у Америци. На сличан начин на који је пре четири деценије Р&Б утицао на формирање аутентичног јамајканског звука, овога пута је јамајкански тостинг одредио будућност модерне америчке музике.

## Дансхол
Јамајканска музичка индустрија одувек је била позната по томе да се управља по жељама својих конзумената, почев од саунд система 40-их, преко ска и реге периода, увек је публика била та која одлучује о томе шта жели да чује - на овај начин дансхол представља само повратак тамо одакле је све почело - у плесне сале.
Крајем 70-их Јамајка се мењала и споља и изнутра, улазила је у еру глобализма, пуну обећања о богатству и напретку. Публика је постајала уморна од roots песама обојених растафаријанизмом и социјалним темама, све траженије су биле „лакше“ ствари, нешто уз шта је могло да се игра без размишљања. Sugar Minott је био један од првих аутора који им је то и обезбедио. Преко дана је радио у Studio One, а ноћу је снимао своје песме, певајући нове речи преко старих мелодија. Његови снимци аутоматски су постајали хитови.
Sly & Robbie, са својим session бендом Roots Radics, обележили су почетак дансхол ере обрадама старих хитова. Roots Radics су ускоро постали најбољи session бенд тога времена, састављен од сјајних музичара. Barrington Levy је уз њихову пратњу постао први дансхол певач који је постао звезда. Убрзо су уследили и Junior Reid, Half Pint и Frankie Paul. Нова генерација ДЈ-ева заменила је старе великане тостинг сцене . Појавили су се и женски ДЈ-еви, као што су Lady Saw, Lady Shabba, Sister Nanncy.
Интензиван развој технологије омогућио је развој још једног новог жанра - рага (raggamuffin). Рага је готово у целости урађен на основу компјутерски генерисаних ритмова. Једна од првих у потпуности компјутерски синтетисаних песама била је "Under Mi Sleng Teng" (Wayne Smith). Нова генерација ragga музичара донела је имена као што су Buccaneer, Caplton, Shabba Ranks, Macka B, Bounty Killer, Cobra. Buju Banton је био један од музичара које је почетна грешка умало коштала каријере. Тек што је потписао велики уговор у Европи Бантон је објавио песму „Boom Bye Bye“ у којој отворено позива на убијање хомосексуалаца. Свет је био запањен, негативне критике су упућиване не само њему већ и целокупној јамајканској музичкој индустрији. Није му дуго требало да схвати своју грешку, упутио је јавно извињење, а убрзо након тога је постао и Растафаријанац.
Велика потражња, али и још већи број нових ДЈ-ева условио је да се између њих јави беспоштедна конкуренција. Насиље је све чешће било тема њихових песама, и то позив на насиље, затим на расну мржњу и хомофобију. Оваква је ситуација на дансхол сцени и данас, али, срећом, постоји и велики број изузетака, певача и ДЈ-ева који у својим песмама проповедају расну и социјалну једнакост и поштовање, враћајући се тако оригиналном духу реге музике.